# کوستا الکسیچ
کوستا الکسیچ (سیریلیک صربی: Коста Алексић؛ زادهٔ ۹ مارس ۱۹۹۸) بازیکن فوتبال اهل صربستان است.
از باشگاه‌هایی که در آن بازی کرده‌است می‌توان به باشگاه فوتبال چوکاریچکی اشاره کرد.
وی همچنین در تیم ملی فوتبال صربستان بازی کرده‌است.